# Johann Detmar von Ascheberg
Johann Detmar von Ascheberg (* 4. März 1649 in Drensteinfurt; † 14. September 1677 in Venne) war Stammherr und Amtsdroste in Werne.

## Leben

### Herkunft und Familie
Johann Detmar von Ascheberg entstammte als Sohn des Drosten Johann Kaspar von Ascheberg zu Geist und Venne (1610–1665) und seiner Gemahlin Elisabeth Adelheid von Schade zu Ihorst (1625–1677) dem uralten westfälischen Adelsgeschlecht von Ascheberg. Am 6. Mai 1673 heiratete er Johanna Paulina Margaretha von der Recke zu Steinfurt, Tochter des Johann von der Recke (1611–1666) und der Mechthild Judith von Galen zu Ermelinghof (1616–1691). Aus der Ehe gingen der Sohn Johann Matthias (1675–1732, Amtsdroste, Wirklicher Landrat) und die Tochter Anna Sophia Elisabeth, ⚭ mit Johann Dirk von der Recke (Bruder von Johanna Paulina Margaretha), hervor.

### Werdegang und Wirken
Nach dem Tode seines Vaters am 3. Juni 1665 erhielt Johann Detmar eine Anwartschaft auf das Amt des Drosten in Werne. Sein Onkel Franz Conrad (Domherr in Minden) nahm zunächst die Aufgaben als Verwalter wahr.
Nach seinem Eintritt in den geistlichen Stand erhielt er am 29. Mai 1669 die Tonsur.
In Werne nahm er das Amt des Drosten von 1673 bis 1676 wahr.
Zur münsterischen Ritterschaft wurde er am 23. Mai 1674 aufgeschworen.
Er war Stammherr des Hauses von Ascheberg. Sein Nachfolger als Drost in Werne war Johann Dietrich von der Recke zu Steinfurt. Dessen Nachfolger im Drostenamt war sein Schwager Hermann von der Recke.